# إيزوميسانو
مدينة إزوميسانو (بالإنجليزية: Izumisano)‏ هي أحد المدن التابعة لمحافظة أوساكا. تأسست رسميًا في 01/04/1948. ويقدر عدد سكانها بـ 99636 نسمة حسب تقدير مكتب الإحصاء الياباني لعام 2012. تبلغ مساحة إزوميسانو 55.03 كم2. بكثافة سكانية تبلغ 1811 نسمة/كم2.

## توأمة
لإيزوميسانو اتفاقيات توأمة مع كل من:
- شانغهاي
- Xuhui, Shanghai [الإنجليزية]‏

## معرض صور

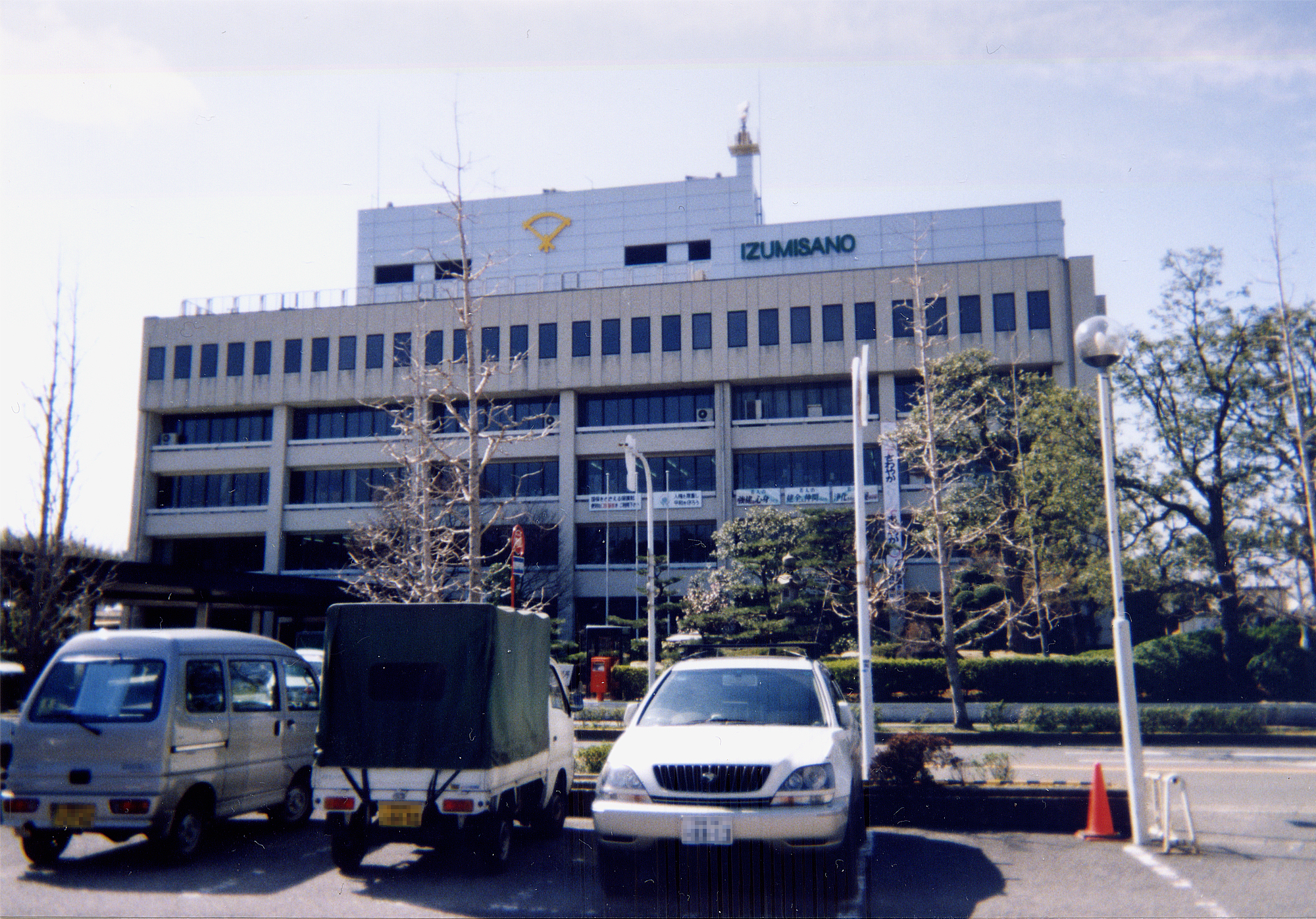
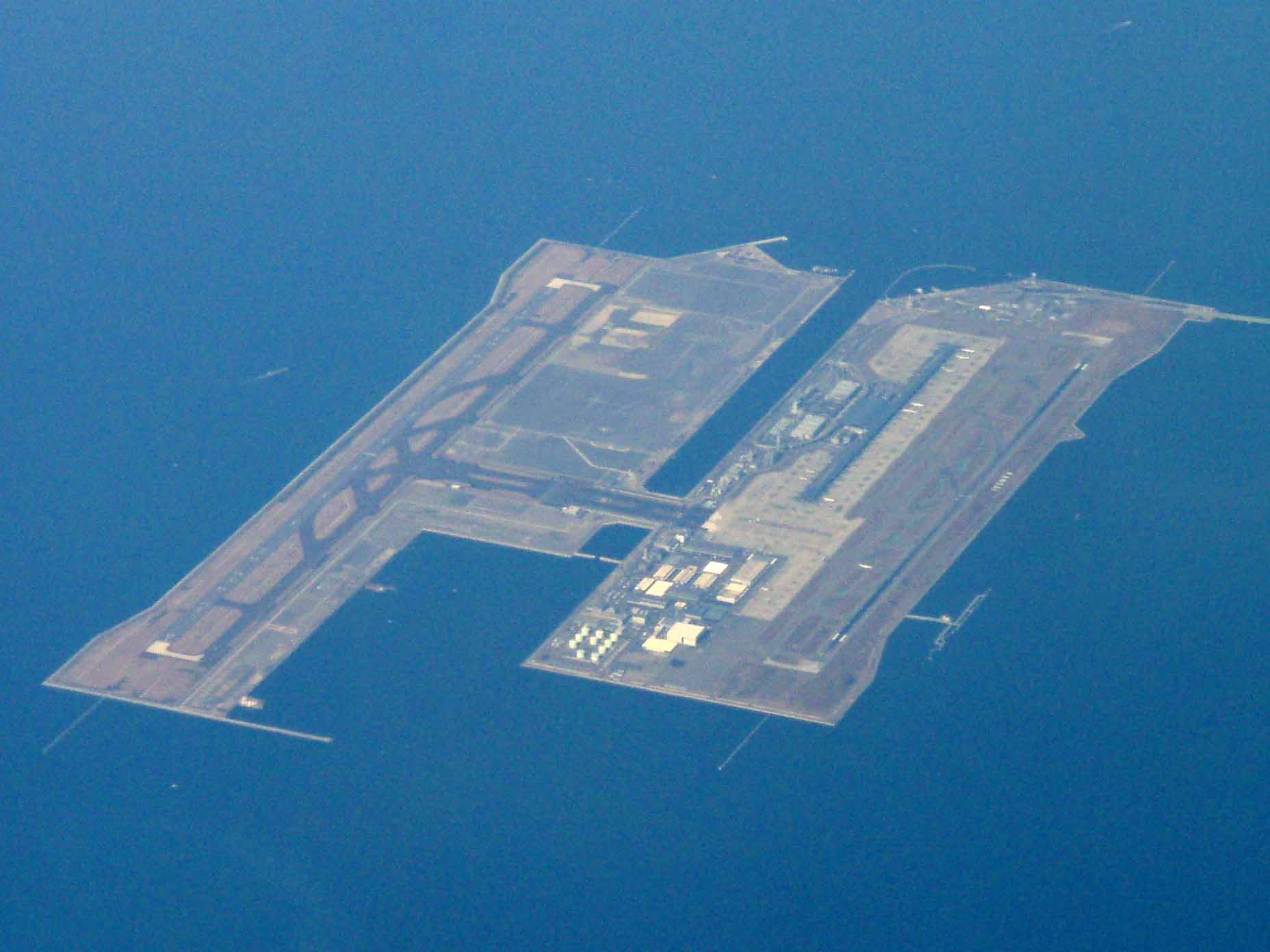
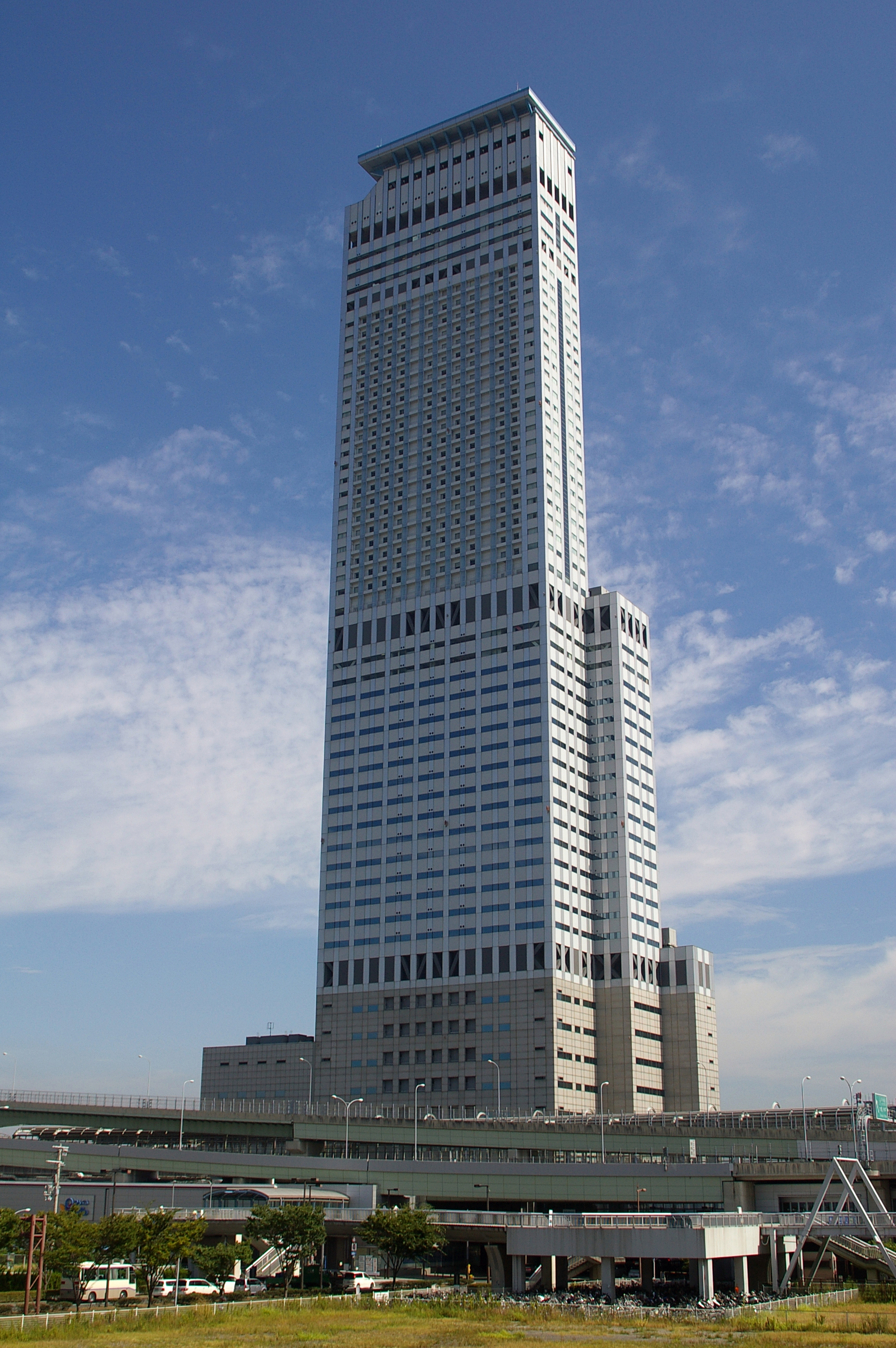

## أعلام
- فوميتاكا كيتاتاني
- تاكومي مينامينو